# Sauerbaum

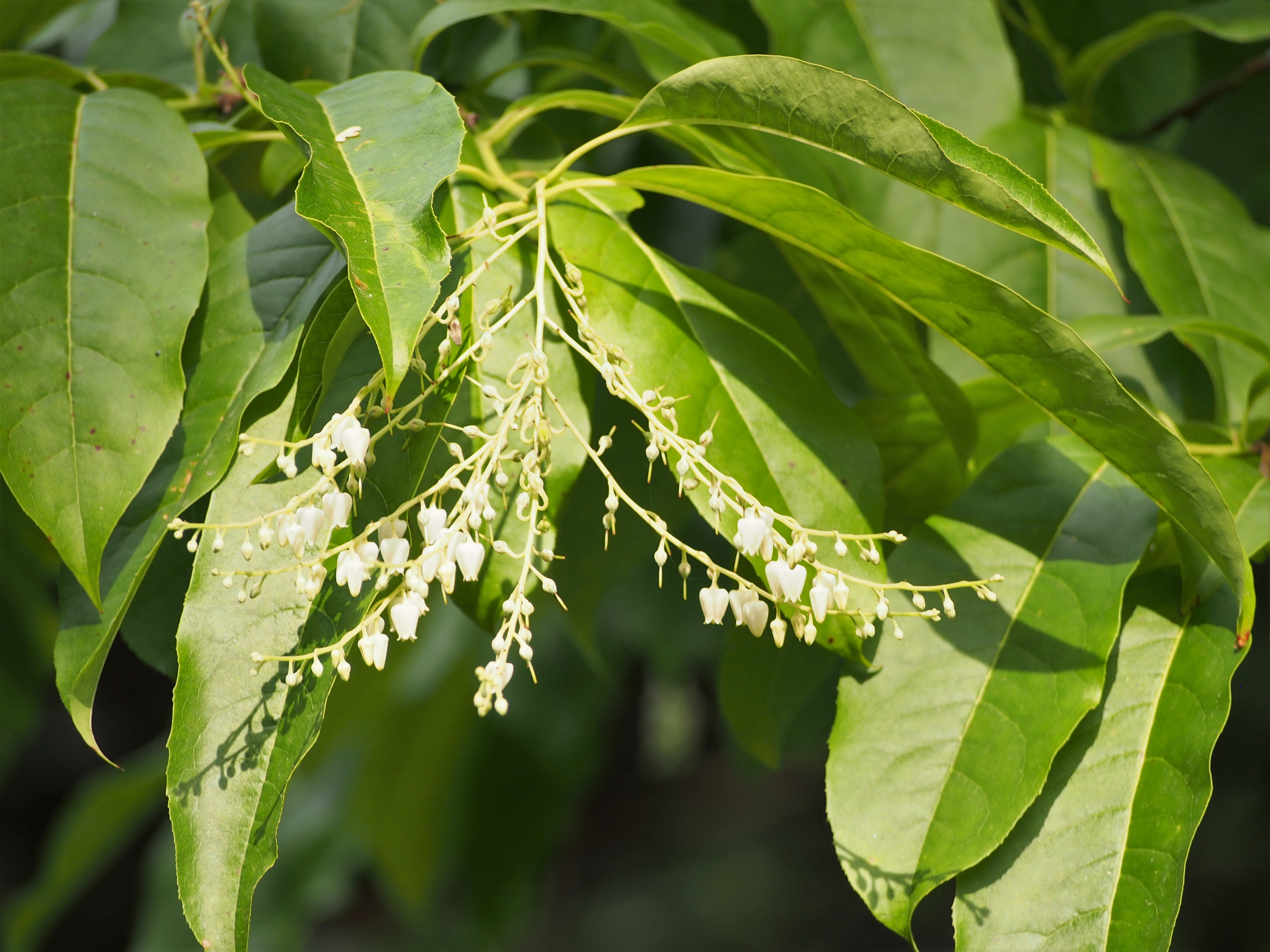
Blütenstand

Der Sauerbaum (Oxydendrum arboreum) ist die einzige Pflanzenart der einzigen Gattung Oxydendrum der Tribus Oxydendreae, die zur Familie der Heidekrautgewächse (Ericaceae) gehört. Die Trivialnamen, im Deutschen Sauerbaum, im Englischen „Sourwood“ und der botanische Gattungsname Oxydendrum – Griechisch: oxy für sauer und dendron für Baum – beziehen sich auf die sauer schmeckenden Blätter.

## Beschreibung
Der Sauerbaum bildet sommergrüne, mittelgroße Bäume (Lebensform: Phanerophyt) und kann Wuchshöhen von etwa 12 bis über 15 Meter, selten bis über 20 Meter erreichen. Der Stammdurchmesser erreicht bis über 50 Zentimeter, selten bis 1 Meter. Diese langsam wachsende Art ist schattentolerant, kommt aber auch an sonnigen Standorten zurecht. Die dicke, rostig-braune Borke ist anfangs glatt und wird dann rissig bis furchig. 
Die wechselständigen und kurz gestielten Laubblätter sind einfach, 10 bis 20 Zentimeter lang und eiförmig bis seltener verkehrt-eiförmig oder elliptisch. Sie sind spitz bis zugespitzt und der Blattrand ist ganz bis feingesägt, mit etwas verdickten Zähnen. Die Blätter sind fast kahl und unterseits, heller, sowie auf der Mittelader leicht behaart bis kahl. Auffällig ist die scharlachrote Herbstfärbung des Laubes. Nach einem Feuer erfolgt ein Neuaustrieb aus dem Wurzelstock oder aus dem Stamm. Die Nerbenblätter fehlen.

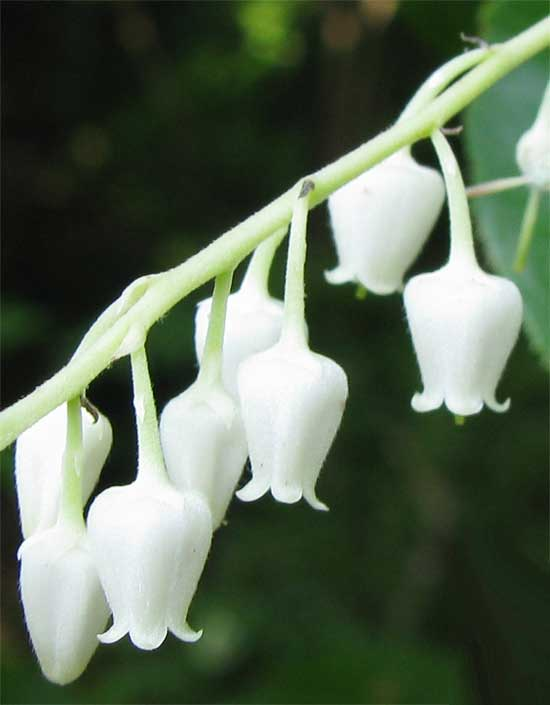
Ausschnitt eines Blütenstandes mit den hängenden, urnenförmigen Blüten

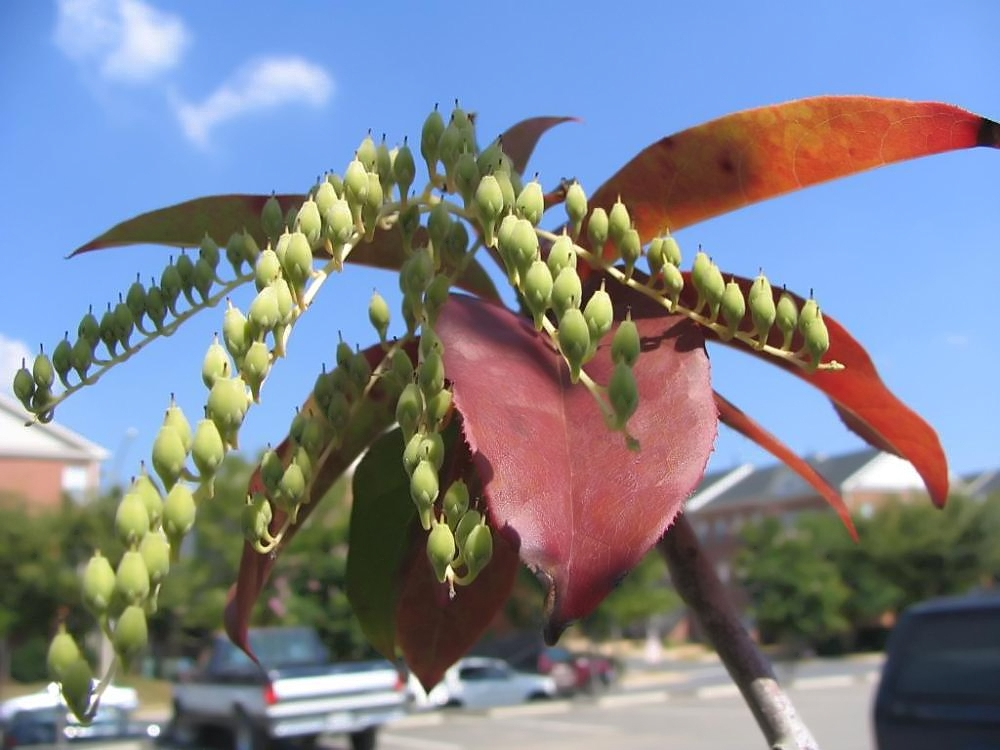
Herbstlaub und junger Fruchtstand, mit den aufrechten Früchten, des Sauerbaums in den Pilot Mountain (North Carolina)

An den Zweigenden (endständig) stehen in 20 bis 25 Zentimeter langen, rispigen Gesamtblütenständen wenige, feinhaarige, einseitig traubige, Teilblütenstände zusammen. Es sind meist abfallende Trag- und bis zu zwei Vorblätter vorhanden. Die hängenden, gestielten, süßlich duftenden, fünfzähligen Blüten sind zwittrig und radiärsymmetrisch mit doppelter Blütenhülle. Die kleinen, außen behaarten, weißlichen fünf, dreieckigen, spitzen Kelchblätter sind an ihrer Basis verwachsen. Die weißen, etwa 8 mm langen, fein behaarten Kronblätter sind urnenförmig verwachsen mit kurzen, halbaufrechten Lappen. Es sind zwei Kreise mit je fünf kurzen, eingeschlossenen, fertilen Staubblättern vorhanden. Die weißen Staubfäden sind abgeflacht, etwas behaart und die Staubbeutel tetrasporangiat. Fünf Fruchtblätter sind zu einem oberständigen, behaarten Fruchtknoten mit knapp vorstehendem, festem, zylindrischem Griffel mit kopfiger Narbe verwachsen. Es ist ein dünner Diskus vorhanden.
Die maiglöckchenartigen Blütenstände blühen im Spätsommer Juni bis August. Nach der Blüte drehen sich die jungen Früchte aufwärts.
Es ist die einzige Art innerhalb der Ericaceae, die, eine jetzt aufrechte, kleine, eiförmige, lokulizidale und feinhaarige Kapselfrucht am beständigen Kelch mit dem Griffel an der Spitze besitzt; sie ist 6 bis 13 mm lang. Sie enthält viele sehr kleine, schmal-ellipsoide, beidseits kurz geschwänzte, sehr leichte Samen (ein Bericht schreibt von 4.080.000 bis 12.250.000 Samen/kg). Die membranöse Samenschale ist lose. Die Kapselfrüchte reifen noch im gleichen Jahr wie die Blüte von September bis Oktober, öffnen sich im Winter und entlassen dann die Samen nicht auf einmal.
Die Chromosomenzahl beträgt 2n = 24.

## Ökologie
Der Weißwedelhirsch (Odocoileus virginianus) frisst die jungen Zweige.
Oberea tripunctata und Oncideres cingulata greifen die Zweige an. Die Larve des Weißen Bärenspinners (Hyphantria cunea) und die von Citheronia regalis fressen die Blätter.

## Vorkommen
Der Sauerbaum stammt aus dem Osten der USA. Er kommt vor in Alabama, Florida, Georgia, Indiana, Kentucky, Louisiana, Maryland, Missouri, New Jersey, New York, North Carolina, Ohio, Pennsylvania, South Carolina, Tennessee, Virginia und West Virginia.
Das Hauptverbreitungsgebiet reicht von 30 bis 40° N und von 75 bis 92° W. Die größten Bäume dieser Art wachsen an den Westhängen der Great Smoky Mountains in Tennessee. Es wird saurer Boden bevorzugt (diese Art kommt mit pH 4 bis 6 zurecht). Diese Art ist auch in Mitteleuropa frosthart (Winterhärte: USDA-Klimazonen 5–9).

## Nutzung
Das rötlich-braune, harte und recht schwere Holz wird nicht sehr häufig genutzt. Man fertigt daraus Werkzeuggriffe und nutzt es als Feuerholz.
Die Blüten sind wichtig zur Honiggewinnung.
Die sauren Blätter werden roh gegessen. Medizinische Verwendungen wurden untersucht.
Besonders auf Grund seiner schönen Herbstfärbung wird der Sauerbaum als Ziergehölz verwendet.